# غلطيرية
وَثِير أو غُلْطَارِيَة جلثيرية عنب القط أو غُلطيرية (الاسم العلمي: Gaultheria)، هو جنس يتكون من قرابة 135 نوعًا من الشجيرات في فصيلة الخلنجية. الاسم العلمي للجنس يخلد ذكرى جان فرانسوا غولتييه من كيبيك، وهو تكريم منحه الإسكندنافي بير كالم في عام 1748 واستخدمه كارل لينيوس في كتابه «الأنواع النباتية». هذه النباتات موطنها آسيا وأستراليا وأمريكا الشمالية والجنوبية. في الماضي، كانت الأنواع الموجودة نصف الكرة الجنوبي تُعامل غالبًا على أنها جنس منفصل تحت مسمى Pernettya، ولكن لا توجد اختلافات تشكلية أو وراثية متسقة تدعم الأختلاف بين الجنسين، وهما الآن متحدان في جنس واحد وثير.